# Ignacy Hryniewiecki
Ignacy Hryniewiecki ps. „Kotek” (ur. 1855, zm. 1 marca?/13 marca 1881 w Sankt Petersburgu) – polski konspirator i rewolucjonista, działacz terrorystycznej organizacji Narodnaja Wola, zabójca cara Aleksandra II.

## Życiorys
Urodził się w polskiej rodzinie szlacheckiej herbu Przeginia w majątku Basin (obecnie Kalinauka, biał. Калінаўка), w pobliżu Bobrujska. Syn Joachima Hryniewieckiego i Balbiny Dąbrowskiej. Absolwent Szkoły Realnej w Białymstoku. W 1875 r. Hryniewiecki zamieszkał w Sankt Petersburgu, gdzie rozpoczął studia matematyczne w Instytucie Technologicznym. Szybko związał się z działaczami Narodnej Woli. Był jednym z założycieli konspiracyjnego pisemka Gazeta Robotnicza.
13 marca 1881 r. (według starego datowania 1 marca) w Sankt Petersburgu rzucił bombę w powóz cara Aleksandra II, od której zginął zarówno on, jak i monarcha. Śmierć imperatora przekreśliła plany wprowadzenia w Imperium Rosyjskim nowoczesnego państwa konstytucyjnego z bardzo ograniczonym, ale jednak udziałem ludu we władzy. Tron po Aleksandrze II przejął jego syn Aleksander III (1881–1894), który powrócił do polityki despotyzmu, cofając część reform demokratycznych ojca.

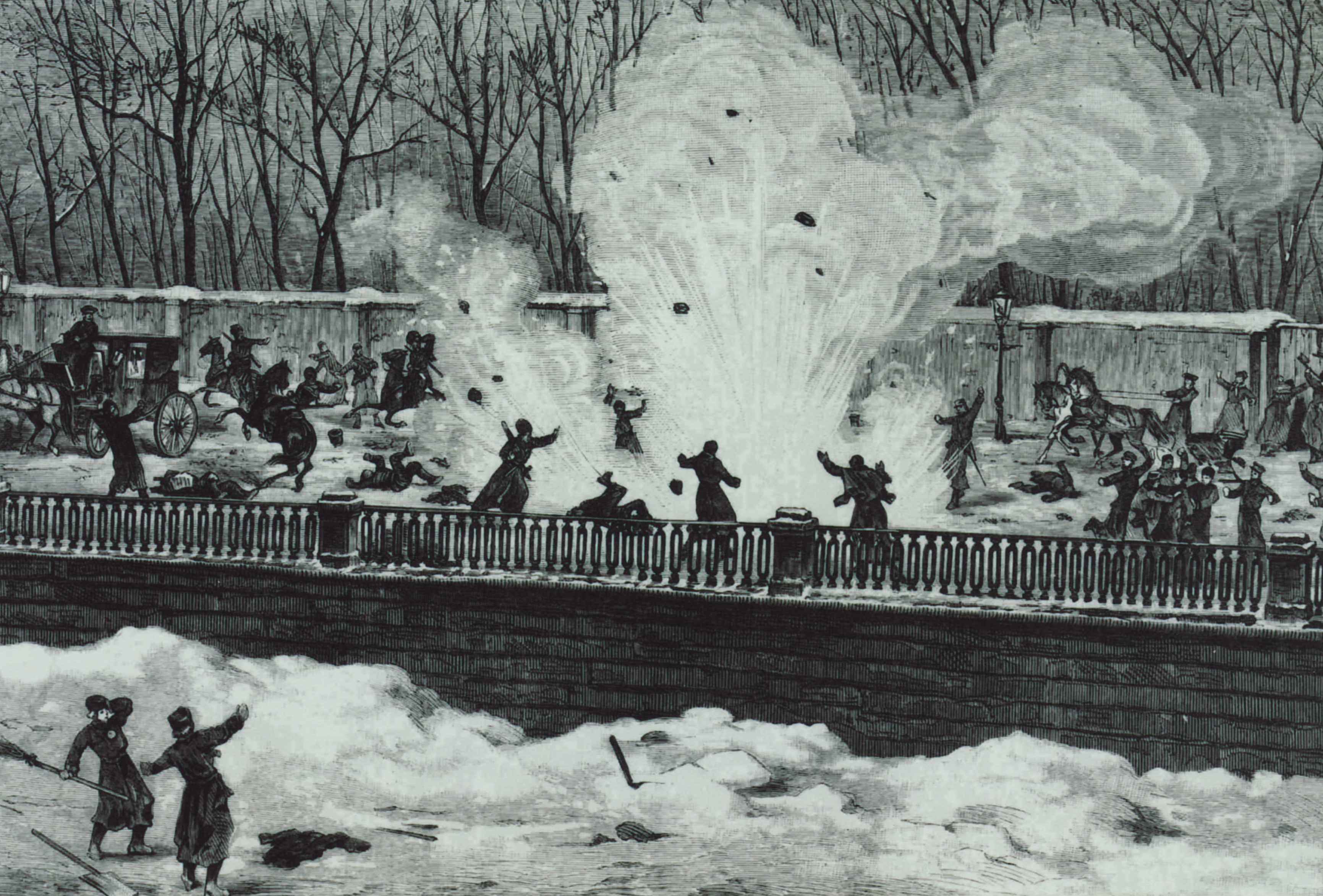
Wybuch bomby rzuconej przez Ignacego Hryniewieckiego

## Popkultura
- Ignacy Hryniewiecki został sportretowany w powieści Stanisława Brzozowskiego Płomienie[6].

- W mandze Golden Kamuy wspomniany zostaje zamach na Aleksandra II, jednak autor zastąpił Hryniewieckiego własnymi postaciami (Wilk i Kiroranke).